# بانوی محبوب من (نمایش)
بانوی محبوب من نمایش تئاتری است به نویسندگی آلن جی لرنر و کارگردانی گلاب آدینه که از ۲۰ آبان تا ۱۵ بهمن ۱۴۰۰ در مجموعه تئاتر شهر تهران به روی صحنه رفت. بازیگرانی همچون نورا هاشمی، امیر غفارمنش و جلیل فرجاد در این اثر به ایفای نقش پرداختند.

## خلاصه
پروفسور «هنری هیگینز» استاد آواشناسی دانشگاه همراه با دوست زبان‌شناس‌اش «پیکرینگ» شرط می‌بندد که می‌تواند دختر گلفروش و عامی لندنی به نام الیزا دولیتل را تبدیل به بانویی متشخص کند که در میهمانی‌های اشرافی بدرخشد.

## بازیگران
- نورا هاشمی
- امیر غفارمنش
- جلیل فرجاد
- رضا عمرانی
- گلشید بحیرایی
- مرتضی امینی‌تبار

## جشنواره ها
نمایش بانوی محبوب من به کارگردانی گلاب آدینه توانست در اسفند ۱۴۰۰ به بخش اصلی رقابتی جشنواره تئاتر فجر راه یابد. نورا هاشمی بازیگر این اثر موفق به دریافت جایزه بهترین بازیگری زن در بخش رقابتی از این جشنواره شد.

## نقد ها
- «بانوی محبوب من» در اجرا، چیزی کم نداشته و هر بخشی از عناصر اجرایی و بازیگری، با دقت و حساسیت پرداخت شده است. در مواجهه اول با اثر، دکور و طراحی صحنه، متناسب با فضای داستان و در نیمه‌ی آخر با بهره‌گیری از سنِ چرخان، از امکانات سالن اصلی بهره برده و حظ بصری را نیز تامین می‌کند. با این‌حال و با وجود زمان حدود 3 ساعت اجرا، استفاده بیشتر از سن چرخان، می‌توانست، احتمال خستگی تماشاگر را کمتر کند و جذابیت‌ بیشتری به آن ببخشد.[۸]

- نیلوفر ثانی (نویسنده و منتقد تئاتر)
- وقتی که “بانوی زیبای من” در سال‌های ابتدایی دهه‌ی ۱۹۶۰ میلادی برای نخستین بار در برادوی روی صحنه رفت، بروکس اتکینسون، منتقد مشهور تئاتر، در نیویورک‌تایمز آن را اثری “باشکوه” و بازی دو بازیگر اصلی‌اش را “خیره‌کننده” نامید. این اتفاق در نسخه‌ی سینمایی این اثر نیز تکرار شد و منتقدان بسیاری فیلم را تحسین کردند. پس از اقبال «بانوی زیبا من»، اجراهای متعددی از این نمایشنامه در طول این سال‌ها در کشورهای مختلف روی صحنه رفته است. جدا از عناصر متعددی که هر نمایشی را شکل می‌دهد در قیاس با دو گزینه‌ی مطرح‌شده توسط اتکینسون که در حقیقت برگ‌های برنده‌ی اولین اجرای «بانوی زیبای من» در برادوی بودند، می‌توان «بانوی محبوب من»ِ گلاب آدینه را نیز اجرایی باشکوه با دو بازیگر اصلیِ توانمند و البته بازیگران نقش‌های مکمل و فرعیِ متناسب به‌شمار آورد. درواقع این اقتباس، برداشت شریف و قابل احترامی از متن اصلی کار است که سعی می‌کند از تمام پتانسیل محتوایی و فرمیک آن استفاده کند. اما دیگر امتیاز جدیدترین تئاتر گلاب آدینه شاید متن آن باشد. گرچه نمایشنامه وفاداری متقاعدکننده‌ای به نسخه‌ی اصلی (نوشته‌ی آلن جی لرنر) دارد اما برگرداندن درست متن از انگلیسی به فارسی و بخشیدن ظرایفی به آن که تناسبی منطقی با حال و هوا و موقعیت خاص مکانی محل اجرا دارد محاسنی هستند که در متن این اجرا دیده می‌شود. بسیاری از موزیکال‌ها تنها در همان نسخه‌های اصلی برادویی تجربیاتی ناب و پرکشش با نتایج خیره‌کننده از آب درمی‌آیند و اجراهای دیگر آن‌ها نمی‌توانند طراوت و درخشش نسخه‌ی اصلی را تکرار کند؛ به بیانی اجراهای مختلف از متنی واحد در طول زمان رفته رفته نخ‌نما و تکراری می‌شوند اما گلاب آدینه کوشیده است تا در تک‌تک عناصر اجرایش، خلاقانه و به دقت عمل کند و گرچه در تلفیق این عناصر آفرینش جدیدی رخ نمی‌دهد و کار در همان چارچوب معین و تعریف‌شده‌ی متن جلو می‌رود اما دست کم رنگ و بویی از تکرار یا کهنگی نیز آن را احاطه نکرده است. گلاب آدینه می‌کوشد تا با رعایت قوانین خطی قصه‌گویی و البته در راستای نگاه شوخ‌وشنگ نویسنده، بعد عاشقانه و روابط انسانی کاراکترها را نیز برجسته سازد.[۹]

- یاسمن خلیلی‌فرد (نویسنده، منتقد سینما و ادبیات)

## جستار های وابسته
بانوی زیبای من